# ایوان اینزودین
ایوان اینزودین (انگلیسی: Ivan Inzoudine؛ زادهٔ ۱۰ دسامبر ۱۹۹۶) بازیکن فوتبال است.
از باشگاه‌هایی که در آن بازی کرده‌است می‌توان به باشگاه فوتبال مسینا اشاره کرد.